# Torre de Can Moragues
La torre de can Moragues, anomenada també can Sastret, és un masia fortificada situada al terme municipal de Parets del Vallès (Vallès Oriental). En concret, es troba al pla de Parets, entre la riera de Tenes i la carretera C-17 (Barcelona-Puigcerdà), i a prop del veïnat de can Pepet. És una obra protegida com a bé cultural d'interès local.

## Descripció

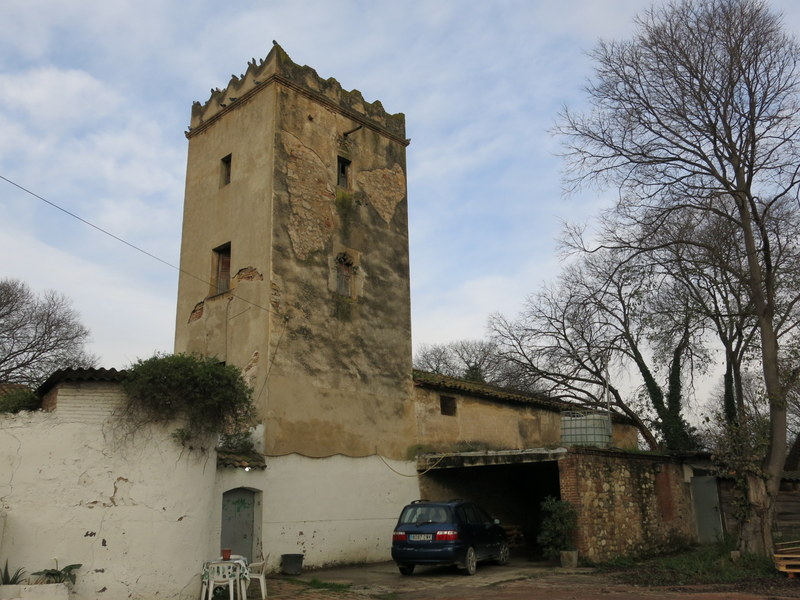
Torre de can Moragues (desembre 2014)

L'edifici té planta rectangular i, juntament amb els annexos, forma una "L". Les teulades de totes les dependències són a dos vessants. Hi ha finestres gòtiques ornamentades amb caps esculpits. Adossada hi ha una Capella dedicada als sants Cosme i Damià, a la porta de la qual, fora del barri, hi ha una ceràmica dels dos sants i una inscripció a la llinda. De tot el conjunt també cal destacar una torre de secció quadrada.
Sobre la porta d'entrada hi ha unes rajoles blanques i blaves que representen els dos sants, i a la llinda, una inscripció del 1575. Hi ha finestres gòtiques ornamentades amb caps esculpits. A tocar de la casa, al costat sud, on hi ha la portalada del pati, hi passa l'antic camí de Parets a Montmeló, a l'altra banda del qual hi ha un pou i una bassa de regadiu, i també un lledoner centenari en força mal estat. A llevant de la casa hi ha una era enrajolada.

## Història
A Can Moragues, s'hi han trobat canalitzacions d'època romana amb paviment hidràulic i és probable que hi ha hagués dependències, i fins i tot que fos una antiga vil·la de l'època imperial romana. La documentació conservada testimonia la seva existència des del 1207. La capella és de l'any 1571. Al segle xviii pertanyia al convent de l'orde dels mercedaris de Barcelona.